# Angulatensandstein-Formation
- Humph.-Fm. = Humphriesioolith-Formation
- L.Bk-Fm = Liegende Bankkalk-Formation
- H.Bk-Fm = Hangende Bankkalk-Formation
- Zm-Fm = Zementmergel-Formation
- S.-Fm = Solnhofen-Formation
- Rö.-Fm = Rögling-Formation
- U.-Fm = Usseltal-Formation
- Mö.-Fm = Mörnshein-Formation
- N.-Fm = Neuburg-Formation
- R.-Fm = Rennertshofen-Formation

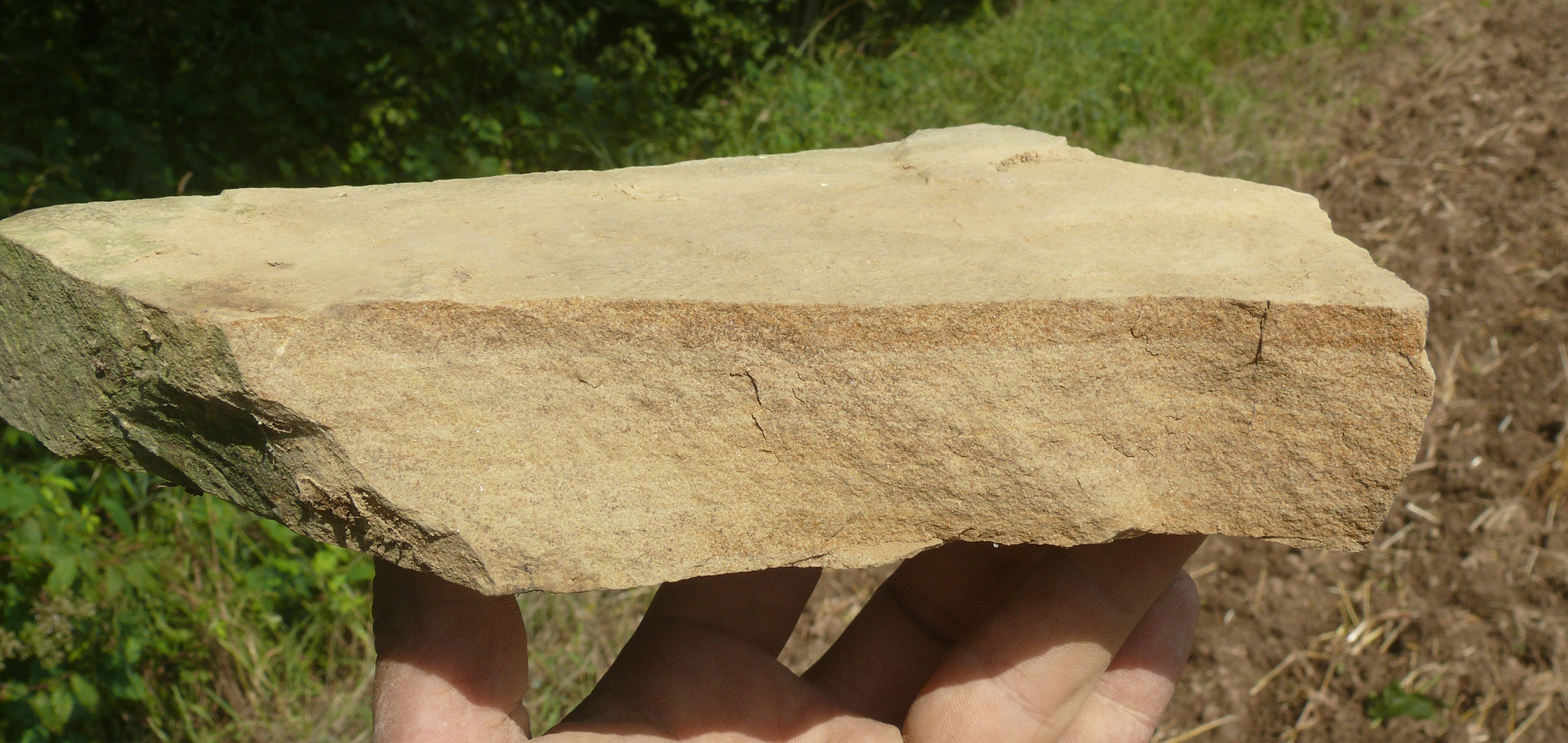
Angulatensandstein

Die Angulatensandstein-Formation ist eine lithostratigraphische Formation des Süddeutschen Jura. Sie wird von der Psilonotenton-Formation unterlagert und von der Arietenkalk-Formation und der Gryphaeensandstein-Formation überlagert. In Baden-Württemberg verzahnt sie sich mit der Angulatenton-Formation, in Franken mit der Bamberg-Formation. Sie erreicht eine Mächtigkeit bis etwa 20 m und wird in das Oberhettangium datiert.

## Geschichte
Der Begriff Angulatenschichten wurde bereits von F. A. Quenstedt 1856–57 benutzt und seiner stratigraphischen Einheit Lias alpha2 gleichgesetzt. Die Angulatenschichten sind nach dem darin vorkommenden Ammoniten Schlotheimia angulata (früher Ammonites angulatus) benannt. In der Stratigraphischen Tabelle von Deutschland 2002 sind die Angulatenschichten in die Angulatenton-Formation und in die Angulatensandstein-Formation untergliedert worden. Eine Definition der Formation geben Bloos et al. (2005).

## Definition
Die Angulatensandstein-Formation besteht aus Tonsteinen mit eingelagerten, plattigen Feinsand- und Siltsteinbänken sowie Schillkalkbänken und einer basalen Kalksteinbank mit Ooiden. Die Mächtigkeit variiert im Gebiet der Schwäbischen Alb zwischen 9 und 20 m. Die Untergrenze ist die Unterkante der sog. „Oolithenbank“, die Obergrenze wird durch das Einsetzen der Mergel, Mergelkalke und Kalkbänken der Arietenkalk-Formation gebildet.

## Zeitlicher Umfang und Verbreitungsgebiet
Die Sedimente der Angulatensandstein-Formation wurden während des Oberhettangium abgelagert und umfassen die Ammoniten-Zonen des Alsatites liasicus und der Schlotheimia angulata. Die Formation ist auf der Schwäbischen Alb östlich einer Linie Stuttgart – Hechingen weitverbreitet. Sie verzahnt sich nach Westen mit der Angulatenton-Formation und in Franken mit der Bamberg-Formation. Zwischen der Angulatensandstein-Formation und der unterlagernden Psilonotenton-Formation ist eine kleine Schichtlücke ausgebildet.
In den nördl. Kalkalpen bildet ein gelegentlich auftretender Kondensationshorizont der Tethys das altersmäßige Äquivalent zum Angulaten-Sandstein. Die Ammoniten der Megastoma-Zone und der Marmoreum-Zone zeugen von einer im Vergleich zum Angulatensandstein wesentlich größeren Artenvielfalt.

## Untergliederung
Die Angulatensandstein-Formation wird nicht weiter untergliedert.